# النايفية (الأفلاج)
مركز النايفية هو مركزٌ إداري تابعٌ لمحافظة الأفلاج في منطقة الرياض ، ويصنف من فئة (ب) ورمزه 1301.